# Tru64 UNIX
Tru64 UNIX — 64-розрядна операційна система процесорів Alpha. Спочатку називалася «'OSF/1»' і розроблялася в компанії DEC. Потім була перейменована в Digital UNIX. Після того, як Compaq купила DEC, в черговий раз була перейменована в Tru64 UNIX. Після злиття Compaq і Hewlett-Packard права на систему належать останньому.
Для роботи Tru64 UNIX-системах на основі Alpha потрібна завантажувальна SRM-мікропрограма.